# テトロース
テトロース (Tetrose) または 四炭糖（よんたんとう）は、4個の炭素原子を含む単糖である。1位にアルデヒド基を持つアルドテトロースと2位にケトン基を持つケトテトロースが存在する。アルドテトロースは2個のキラル中心炭素を持ち、4種の立体異性体が可能である。

## アルドテトロース
アルドテトロースの4種の立体異性体のうち、天然に産するのはD-エリトロースとD-トレオースである。

エリトロース
トレオース

## ケトテトロース
天然に生成するのはD-エリトルロースのみである。

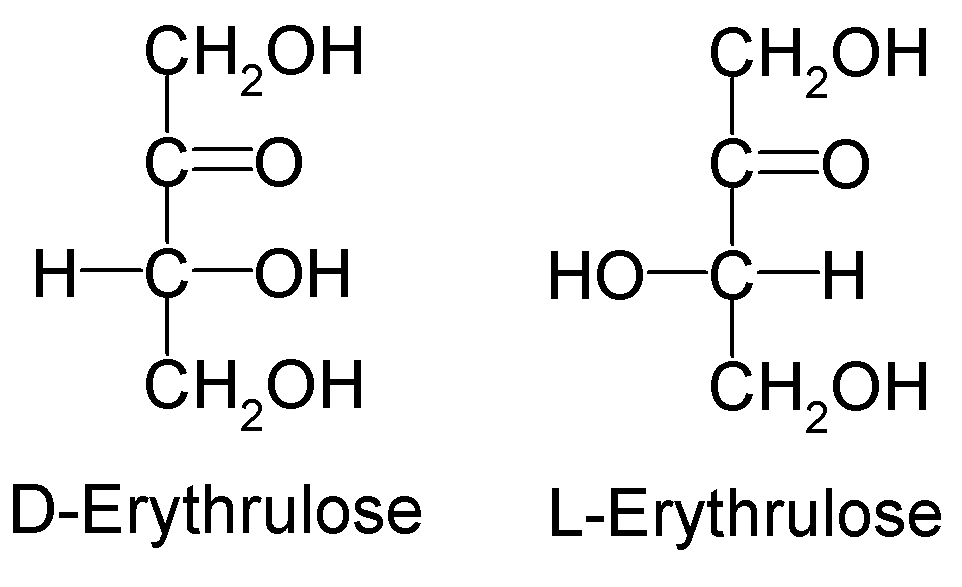
エリトルロース